# Asarum costatum
Asarum costatum là một loài thực vật có hoa trong họ Aristolochiaceae. Loài này được (F.Maek.) F.Maek. ex Nemoto mô tả khoa học đầu tiên năm 1936.